# 耐轩磊园
耐轩磊园，又称耐轩园，位于广东省汕头市潮阳区亭脚路原老干局处。为潮阳教育家萧凤翥于清宣统元年（1909年）建成的私家别墅与园林，是潮阳三园林之一，为原潮阳市第四批文物保护单位。

## 布局
耐轩磊园占地面积600平方左右，由楼座、外书房与假山组成。其中假山均为太湖石砌成。

## 题刻
园中有篆、隶、草、行书题刻数十处。包括有王文治所书的“天许人闲只灌花”，蒋田题书的“木石姻缘”等。